# Homer M. Hadley Memorial Bridge
Die Homer M. Hadley Memorial Bridge, inoffiziell auch Third Lake Washington Bridge oder Mercer Island Bridge, ist mit einer Länge von 1772 m die fünftlängste Pontonbrücke der Welt. Sie führt die westwärts führende Richtungsfahrbahn und die ursprünglich in wechselnder Richtung benutzten Fahrstreifen der Interstate 90 über den Lake Washington zwischen Mercer Island und Seattle. Die Brücke trägt den Namen von Homer More Hadley, der die parallel verlaufende, ein halbes Jahrhundert früher errichtete Lacey V. Murrow Memorial Bridge entworfen hatte. Die Brücke wurde am 4. Juni 1989 für den Verkehr freigegeben.
Mit insgesamt fünf Fahrstreifen und drei Seitenstreifen ist das Bauwerk die breiteste Pontonbrücke weltweit. Zwei der Fahrstreifen konnten verkehrsabhängig in beide Fahrtrichtungen genutzt werden, wobei sie normalerweise unter der Woche an den Vormittagen nach Westen in Richtung Seattle freigegeben wurde und in der übrigen Zeit nach Osten. Diese Fahrstreifen sind High-occupancy vehicle lanes (HOV lanes), die nur von Fahrgemeinschaften und Fahrzeugen von und nach Mercer Island benutzt werden dürfen.
Unter den Anwohnern ist die offizielle Bezeichnung der Brücke weitgehend unbekannt. Sie nennen beide Brückenbauwerke zusammen oft einfach nur Mercer Island Bridge oder unterscheiden zwischen neuer Brücke und alter Brücke, wobei diese Unterscheidung zweideutig ist, weil die alte Brücke, die Lacey V. Murrow Memorial Bridge, nach der Einweihung der Homer M. Hadley Memorial Bridge neu erbaut wurde, weil sie bei Renovierungsarbeiten stark beschädigt wurde. Beide Brücken zusammen werden häufig auch als I-90 Floating Bridge bezeichnet.

## Aktuelle Baupläne
Als die Homer M. Hadley Memorial Bridge parallel zur schon existierenden Lacey V. Murrow Memorial Bridge erbaut wurde, waren die beiden in wechselnder Richtung benutzbaren Fahrstreifen für Fahrgemeinschaften dazu gedacht, den Verkehrsfluss zwischen Seattle und dem Ostufer des Lake Washington zu verbessern. Dadurch wurden die jeweils in die andere Richtung fahrenden Fahrgemeinschaften gezwungen, die Fahrstreifen für den allgemeinen Verkehr zu benutzen. Aufgrund der zunehmenden Verkehrsdichte in Seattle, Mercer Island und Bellevue blieben diese oft in den Verkehrsstaus stecken. Das Verkehrsministerium des Staates Washington prüfte deswegen die Möglichkeiten zur Verbesserung der Situation.
Inzwischen hat man nach langer und gründlicher Vorbereitung entschieden, einen Light Rail Transit über die Brücke zu führen. Für ihn sollen die beiden ursprünglich als HOV lanes genutzten Fahrstreifen in Gleise umgewandelt werden. Dafür wurde im Juni 2017 bereits je eine HOV lane auf den beiden I-90 Floating Bridges eingerichtet, die dauerhaft in die jeweilige Richtung befahren werden. Die Eröffnung der neuen Strecke ist für 2023 geplant. Nach der Maxauer Pontonbrücke über den Rhein von 1865 ist dies das zweite Mal, dass eine Eisenbahn über eine Pontonbrücke fährt.